# 奇天烈オムレツ
奇天烈オムレツ（きてれつオムレツ）は、日本のお笑いコンビ。かつての所属事務所は松竹芸能（2020年7月31日まで）。

## メンバー
- はつを（1985年4月4日（40歳） - ）
本名：初澤 希望（はつざわ のぞみ）
神奈川県綾瀬市出身[2]。
身長170cm、血液型A型。
神奈川県立綾瀬高等学校卒業[2]。高校時代、部活はソフトボール部[3]。
趣味・特技は甲子園球場での野球観戦、バスケットボール漫画・野球漫画、ダンス（ヒップホップ、ジャズダンス）、ソフトボール、落語（見聞きすること）、競技かるた、ピアノ、整理整頓、マッサージ、神社・寺院巡り、ご当地ストラップ集め（これで日本列島を作ること）、水泳指導、書道。実際にスイミングインストラクターをしていたことがある[4]。
書道五段、空手道初段の資格有り。
2020年頃から、米倉涼子のものまねネタ（主に大門未知子）を演じている[5]。

- ちばな ちなこ（1993年2月20日（32歳） - ）
本名：知花 千菜子（ちばな ちなこ）
沖縄県中頭郡読谷村出身[6]
身長147cm、血液型A型。
読谷村立読谷小学校、読谷村立読谷中学校、沖縄県立読谷高等学校[7]、関西国際大学卒業[6]。
小学3年生から高校3年生まで、ソフトボールを10年間していた[6][7]。中学・高校では沖縄県選抜選手になったことがあり、高校では全国大会ベスト16経験あり。また、ますだおかだ増田英彦の野球チームでプレーしていたことがある[8]。大学3年生の時にインターンシップでベトナムの日本語学校を訪問し、特技はソフトボールと紹介した時に「ソフトって何？」といった反応にショックを受け、「もっと広めていきたい」と思い直した。自分の容姿が「小さな体にキノコのような髪形」といった個性的なものだったことに着目し、芸人になって有名になり、広告塔としてソフトボールを広めて盛り上げ、その普及に力を入れようと考えたという[6][9]。
初級障碍者スポーツ指導員、高等学校教諭1種免許（公民）、書道2段の資格有り。他その他、趣味はアメリカの雑貨おもちゃ集め。
ものまねを演じることがあり、そのレパートリーには米良美一、能町みね子、ダンプ松本、千秋等がある。
コンビ解散後、芸人活動を再開する2021年4月までの間は、教員として勤務していた[10]。

## 来歴・概説
2015年に松竹芸能タレントスクールではつをとちばなが出会い、二人ともソフトボール経験者ということで意気投合し、2015年12月15日に結成。スクール卒業後の2016年にプロデビュー。2017年途中まで大阪松竹、その後は東京松竹に所属。
ネタは漫才、コントともに演じている。
ソフトボール経験者として、2020年東京オリンピックに向けてソフトボール日本代表チームを盛り上げようと、代表選手らや競技の魅力などをtwitter、YouTube、会員制交流サイトなどのSNSで発信して応援するという活動もしている。そして競技の普及イベントにも頻繁に登場、2019年8月には2019 JAPAN CUP国際女子ソフトボール大会in高崎（高崎市ソフトボール場）の初戦の日本対チェコ戦で始球式を務め、ボールの被り物姿で臨んだ。その草の根活動として「とにかく球場に足を運ぶこと」を目標とし、レンタカーに乗って、時には車中泊もしながら2人で全国を巡っている。そして自作のソフトボールの球のかぶり物で観戦している。そして2020年4月までにこれに使った費用は200万円を超えたという。そしてそのうち2人の活動が「ソフト大好き芸人」として選手や監督らの目にも止まるようになり、2018年8月に千葉県で行われた世界女子ソフトボール選手権大会に応援に行った際に元日本代表監督の宇津木妙子と話す機会に恵まれた。なお、宇津木との交流はその後も続いているという。
2020年7月31日を以って、5年間所属していた松竹芸能を退所。コンビでの活動はそのまま継続していたが、同年12月いっぱいをもって解散を発表。それぞれ芸人は続ける。
2021年1月1日から、はつをは芸名を「はつぞのゾノ」に改名したことを発表。同年、プライム所属となる。はつぞのゾノは2021年8月から、らりるRIE）と『ドクターX』の大門未知子のものまねを二人でするユニット「ダブルエックス」の活動を開始、このユニットでもM-1グランプリに出場。2023年9月からは、元「みたらしあんこ」のあんことのコンビ「おはぎんぐ」で活動。同年11月にはデューズに移籍した。2024年6月にコンビ名を「サクラの頃に」に改名。その後2025年1月29日開催の事務所ライブ「デューズライブ」出演を以って「サクラの頃に」は解散し、デューズを退所した。
ちばなは2020年10月から教員として勤務、2021年4月に復帰。「ちなちゃん」名義でエフエム那覇番組に出演している。2023年8月24日、自身3年ぶりとなる松竹芸能復帰を発表。同年9月14日、芸名を「who tuber」（フーチューバー）に変更したことを発表。自身が松竹芸能大阪時代からお世話になっていたパピヨンズのちよみがこの芸名の名付け親だという。しかしそれからわずか3か月後の12月1日、芸名を「ちなこ」に再改名したことを発表した。2025年2月16日に芸名を「ツナ彦☆」に再改名し、元「ムラサキケマン」の日焼けケン（本名の石渡から改名）とコンビ「面面（めんめん）」を結成したことを発表。しかし面面は同年7月31日に解散を発表。

## 出演

### テレビ
- 一夜づけ（テレビ東京）
- ブラ迷相談部 その悩み!小杉と吉田まで（東海テレビ）
- ものまね紅白歌合戦（フジテレビ）- ちばなのみ、米良美一の顔まねで出演
- ザ・細かすぎて伝わらないモノマネ（フジテレビ）- ちばなのみ 米良美一の顔まね、千秋の顔まねで出演
- ビートたけしの独立してマージン分ギャラ下げるからあと2回ヤラせてTV（TBS）- 2018年12月26日
- 有田ジェネレーション（TBS）- 2019年1月9日
- コサキン・天海の超発掘!ものまねバラエティー マネもの（フジテレビ）- 第5回（2019年6月27日）、はつをのみ出演「胃をやっちゃうんじゃないかと思ってしまうオーストラリアソフトボール代表ピッチャー アメリア・クディシオ」のものまねを披露
- 深夜に発見！新shock感～一度おためしください～（テレビ東京）- 2019年11月17日

### ラジオ
- LOVE⚾ソフトボール（FMくらら）- 準レギュラー出演
- オールナイトニッポン0(ZERO) 決戦!お笑い有楽城（ニッポン放送）- 奇天烈オムレツ解散後。2021年10月9日深夜、はつぞのゾノが出演[26]

## 連載
- 夕刊フジ『東京五輪 金への道』（2019年8月28日 - 8月30日）